# 内山勝 (テニス指導者)
内山 勝（うちやま まさる、1944年（昭和19年） - ）は、日本のテニス選手、指導者、解説者。日本テニス協会ジュニア代表監督、フェドカップなどで監督を務め、テレビでも試合解説を担当した、硬式テニス関連の著書やビデオも出版（#著作節参照）。日本テニス協会理事、荏原湘南スポーツセンター代表取締役などを歴任。2017年秋、旭日双光章を受勲。

## 来歴・人物
内山は1944年、神奈川県に生まれ、中央大学を卒業。選手として全日本学生テニス選手権大会、全日本選手権に出場。
その後、内山はコーチとしてハリー・ホップマンのキャンプに参加。
- 日本テニス協会ジュニア代表監督
- フェデレーション・カップ代表監督[1]

などを務め、主な指導選手に
- 雉子牟田明子
- 雉子牟田直子
- 杉山愛
- 吉田友佳
- 谷沢英彦

らがいる。テレビ番組の解説でも活躍した。
荏原湘南スポーツセンターでは代表取締役を務め、日本テニス協会では理事待遇、常務理事、総務財務本部長、トーナメント本部長、ジャパンオープン委員長、専務理事などを歴任した。
2017年秋、スポーツ振興の功労が認められ、旭日双光章を受章する。

## 著作

### 著書
- 『テニスを始める人のために』池田書店〈ウィッチ・ブックス〉、1982年7月、NCID BN11148199
- 『テニス初歩からの入門』池田書店〈ウィッチ・ブックス〉、1983年8月、NCID BA31419479
- 『テニス教室 ― 硬式 ― 君も名選手になれる』成美堂出版〈Junior sports series〉、1985年、ISBN 4415012043。
- 『テニス ―壁を打ちやぶる上達の秘訣を解説 NHKスポーツビデオ解説書』学校図書〈Rank up skillシリーズ 5〉1990年5月、ISBN 4762511056
- 『テニス教室 ― 硬式 ―』成美堂出版〈Junior sports series〉1994年4月、ISBN 4415012892
- 『わかりやすい硬式テニスのルール ― 図解コーチ ―』成美堂出版、1998年7月、ISBN 441500606X
- 『ぐんぐんうまくなる！硬式テニス』ベースボール・マガジン社、2008年8月、ISBN 978-4583101125

### ビデオ
- 『ダブルス（1. 技術編、2. 戦術編）』NHK 編集〈NHKビデオテレビスポーツ教室 テニス3-4〉、NHKネットワークサービス、学校図書 発売、NCID BA69117916
- 『3年目の基本チェック（1. ストローク編、2. ボレー編）』NHK 編集〈NHKビデオテレビスポーツ教室 テニス1-2〉、NHKネットワークサービス、学校図書 発売、NCID BA69117916